# 林炳華
林炳华（19世纪？—20世纪？），广西省宜山县人，中国民主革命家，中华民国政治人物。

## 生平
清朝光绪三十年（1904年），林炳华获官费留学日本。1911年辛亥革命爆发，林炳华参加贵州起义。民国二年（1913年），任广西司法处处长，继而担任广西内务司司长。民国2年（1913年）9月20日，在桂林的民主党、统一党、共和党合并为进步党广西支部，并报中央政府立案。该支部设于王城参议院内，有党员1800人，支部长萧晋荣，副支部长龙焕纶、尹宝衡。广西司法处处长林炳华、广西高等审判厅厅长叶镜、桂林左区巡防司令秦步衢、桂林县县长龙鸣皋、桂林警察厅厅长黄勋军、桂林审判厅厅长黄榜标都是进步党人，地方审检厅长及各厅的推事及检察官也多由进步党人担任。
1918年，林炳华成为安福国会参议院议员，1920年安福国会解散。1919年，参议院陈焕章、林炳华提出了“尊孔法案”，连署议员57人。最终“尊孔法案”还是未能在参议院获得通过。林炳华曾获北京政府颁发的一等嘉禾章一枚、二等文虎章一枚。民国二十五年（1936年），林炳华倡议在宜山县的白龙洞外石达开等唱和诗刻前，兴建“翼王亭”。同年，林炳华出任贵州抗日救国军总司令卢焘的顾问。抗日战争时期，林炳华任广西武鸣区指挥部军法官。